# Włókna polimerowe do zbrojenia betonu

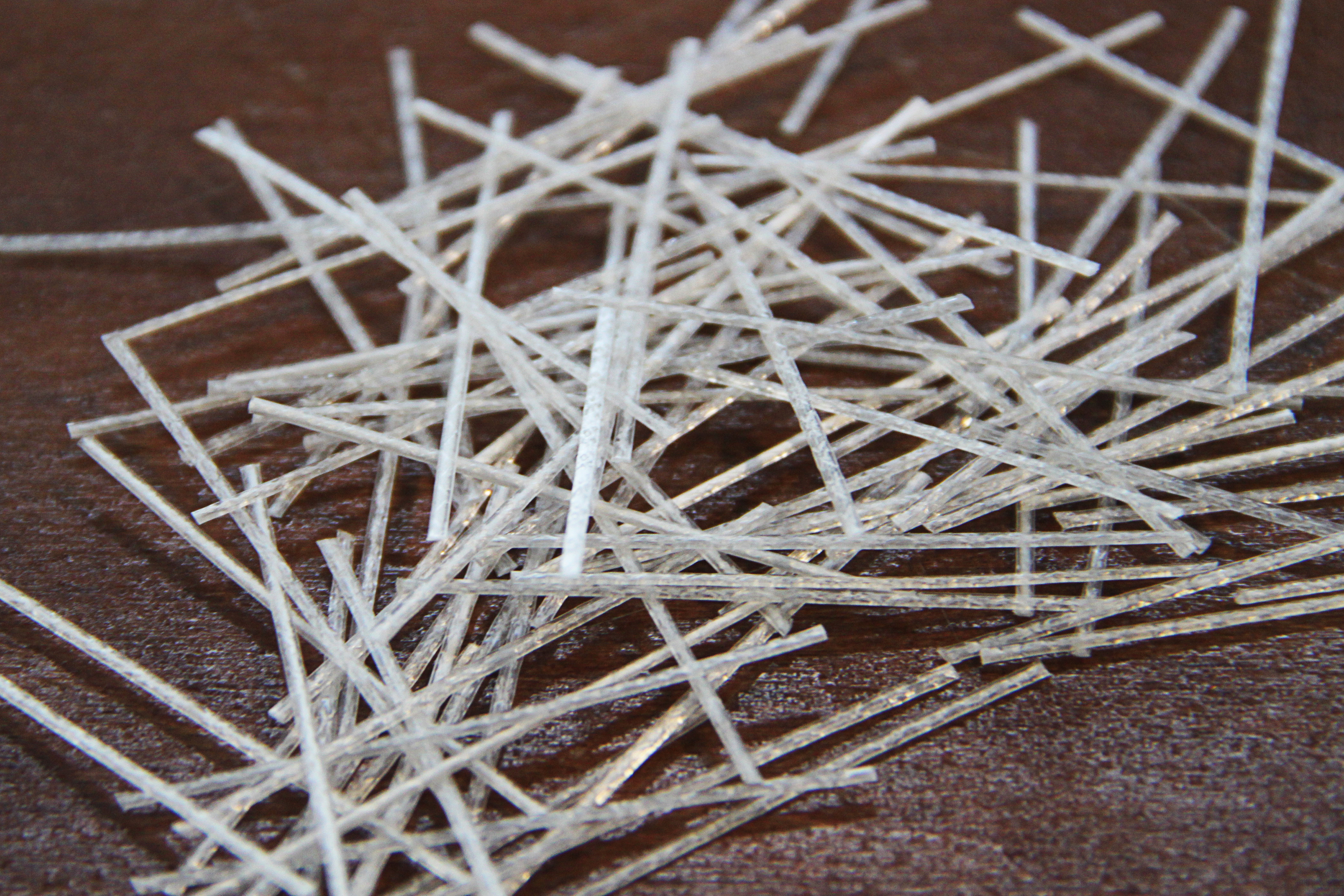
Włókna polipropylenowe długie, sztywne

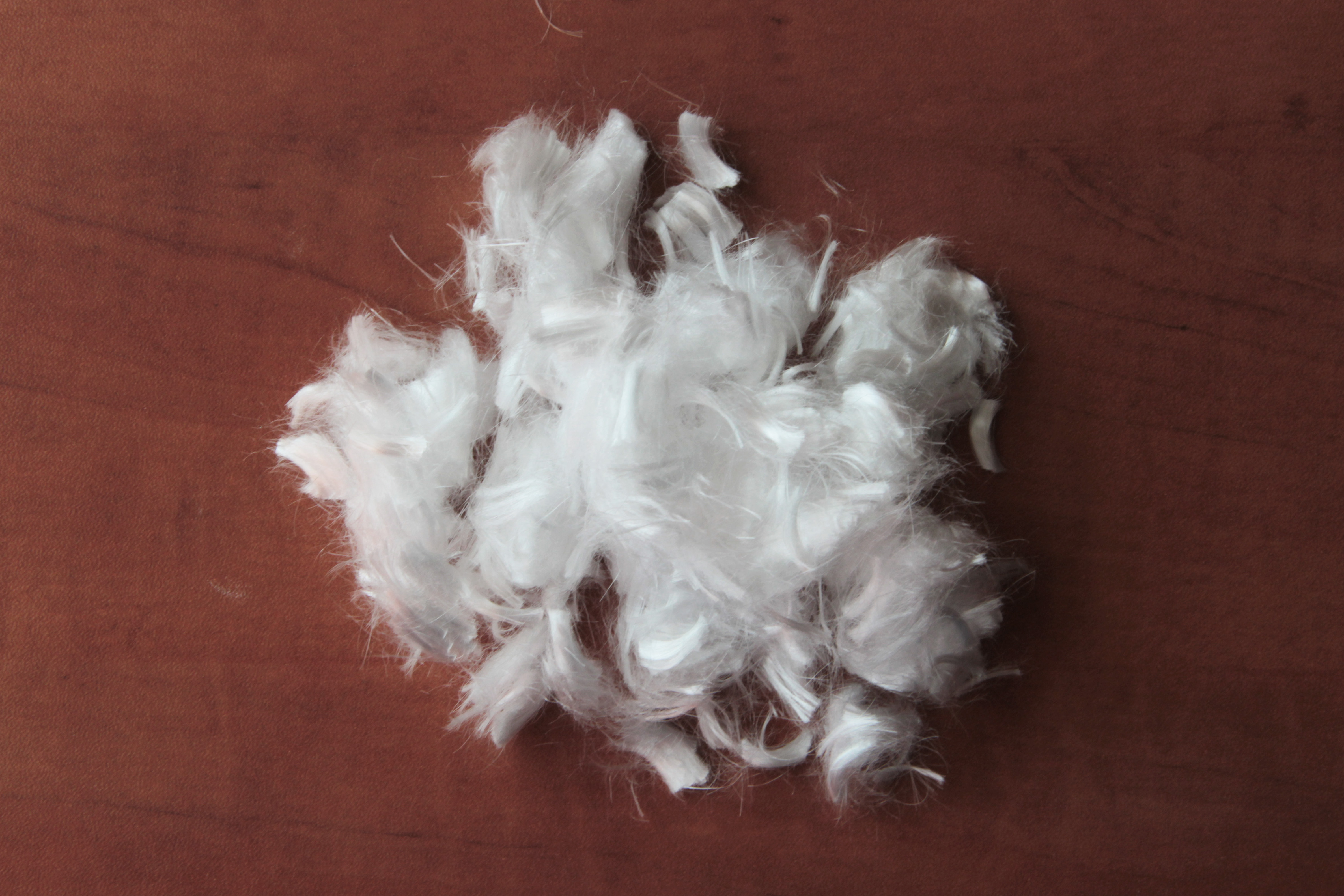
Włókna polipropylenowe krótkie w postaci nitek

Włókna polimerowe do zbrojenia betonu (syntetyczne) – jeden z rodzajów włókien stosowany do modyfikowania betonu. W wyniku ich dodania powstaje kompozyt zwany fibrobetonem. Występują w postaci prostych lub odkształconych fragmentów wytłaczanego i ciętego materiału polimerowego. Najczęściej są to cienkie nitki i sztywne pręciki, czasem o postrzępionej powierzchni.
Średnica włókien mieści się w przedziale 12–34 μm, długość 6–54 mm. Zawartość włókien polimerowych w kompozycie betonowym mieści się w granicach 0,5–2% jego całej objętości. Dodatek włókien polimerowych wpływa na podniesienie wytrzymałości betonu.
Główne korzyści stosowania włókien polimerowych:
- zapobieganie powstawaniu rys skurczowych,
- podniesienie odporności na pękanie przy zginaniu,
- odporność na obciążenia zmęczeniowe,
- zwiększenie odporności na korozję i skoki temperatury,
- wzrost odporności na ścieranie betonu.

Najczęściej stosowane polimery do wykonania włókien:
- polipropylen,
- polietylen,
- poliester,
- nylon,
- poliakryl,
- aramid.